# Jan Eric Löwenadler

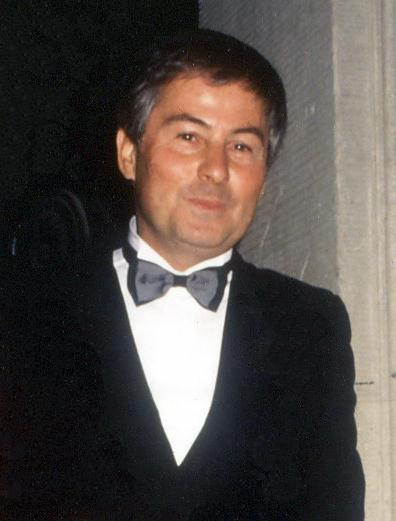
Löwenadler vid sitt 50-årskalas på Riddarhuset 1986.

Jan Eric Karl Otto Löwenadler, ursprungligen Jan-Erik Löwenadler, född 3 juni 1936 i Stockholm, död 24 juli 2010 i Nice i Frankrike, var en svensk konsthandlare och konstsamlare.
Jan Eric von Löwenadler var enda barn till affärsmannen Carl Axel Löwenadler (1908-1992) och dennes hustru, den ungersk-rumänska skådespelerskan Rose (eg. Rosie) Miklós. Han växte upp i Stockholm och blev, efter studentexamen på latinlinjen vid Beskowska skolan, filosofie kandidat vid Stockholms högskola. År 1958 grundade han ferieskolan Austria i  Österrike och året därpå ferieskolan Suecia i Menton i Frankrike. Denna utbildningsverksamhet blev grunden för Europeiska Ferieskolan, numera EF Education, efter försäljning till Bertil Hult.
Tillsammans med konsthandlaren Göran Engström drev han Galerie Löwenadler vid Karlaplan i Stockholm. Sedan Engström för egen räkning hade övertaget galleriet verkade Jan Eric Löwenadler under någon tid som konsthandlare i Paris. Åren 1980-83 innehade han tillsammans med Jeanette Bonnier Bonlow Gallery i hörnet av Greene Street och Houston Street i SoHo i New York. Därefter verkade han som konsthandlare vid Park Avenue på Upper East Side. Konstnärer som Robert Rauschenberg, Andy Warhol, Jean Michel Basquiat, Roy Lichtenstein, Jasper Johns och Keith Haring var representerade. Löwenadler spelade en icke oväsentlig roll när denna generation amerikanska konstnärer introducerades i Sverige.
När luften gick ur konstmarknaden och priserna föll flyttade Jan Eric von Löwenadler 1992 hem till Stockholm. Han ingick 1995 registrerat partnerskap med Alejandro Madero Wage (född i Mexiko den 1 mars 1959). Paret var ett av de första som ansökte om partnerskap enligt lagen om registrerat partnerskap. Inför valet 1998 införde de en helsidesannons i Svenska Dagbladet – i form av en vigselannons – som protest mot Kristdemokraternas  familjepolitiska ståndpunkt.  Partnerskapet upplöstes 2001.